# نیکا کوکوسکیری
نیکا کوکوسکیری (گرجی: ნიკოლოზ "ნიკა" კვეკვესკირი؛ زادهٔ ۲۹ مهٔ ۱۹۹۲) بازیکن فوتبال اهل گرجستان است.
از باشگاه‌هایی که در آن بازی کرده است می‌توان به باشگاه فوتبال دیلا گوری، باشگاه فوتبال دینامو تفلیس، باشگاه فوتبال توبول، باشگاه فوتبال دینامو زوگدیدی، باشگاه فوتبال قبله، باشگاه فوتبال لخ پوزنان، و باشگاه فوتبال شماخی اشاره کرد.
وی همچنین در تیم‌های ملی فوتبال زیر ۲۱ سال گرجستان، و گرجستان بازی کرده است.